# Ambulyx siamensis
Ambulyx siamensis är en fjärilsart som beskrevs av Inoue 1991. Ambulyx siamensis ingår i släktet Ambulyx och familjen svärmare. Inga underarter finns listade i Catalogue of Life.